# West Jefferson (Alabama)
Pour les articles homonymes, voir West Jefferson.
West Jefferson est une municipalité américaine située dans le comté de Jefferson en Alabama.
West Jefferson est une ancienne ville minière, fondée dans la deuxième moitié du XIXe siècle. Elle devient une municipalité en octobre 1964. Selon le recensement de 2010, sa population est de 338 habitants. La municipalité s'étend sur 0,93 milles carrés (2,41 km2).

## Démographie
| 1970 | 1980 | 1990 | 2000 | 2010 | - |
| ---- | ---- | ---- | ---- | ---- | - |
| 233  | 357  | 388  | 344  | 338  | - |